# Rourea schippii
Rourea schippii är en tvåhjärtbladig växtart som beskrevs av Paul Carpenter Standley. Rourea schippii ingår i släktet Rourea och familjen Connaraceae. Inga underarter finns listade i Catalogue of Life.